# بوزي العلياء (بوزي)
بوزي العلياء (بالفارسية: بوزی بالا) هي منطقة سكنية تقع في إيران في قسم بوزي الريفي. يقدر عدد سكانها بـ 257 نسمة بحسب إحصاء 2016.